# Dolní Galilea
Dolní Galilea (hebrejsky הגליל התחתון‎, ha-Galil ha-tachton) je hornatá oblast na severu Izraele, která je vymezena na jihu Jizre'elským údolím, na východě Galilejským jezerem a údolím řeky Jordán, na severu Horní Galileou (hranicí je Bejtkeremské údolí) a na západě Zevulunským údolím a rovinou u města Akko.

## Geografie
Dolní Galilea je částí Galileje. Nazývá se „dolní“, protože je méně kopcovitá než Horní Galilea. Její vrcholky dosahují nadmořské výšky okolo 500 m, nejvyššími vrcholy jsou Har Kamon (598 m) v severní části a Tábor (588 m) v jižní části).
Celá Dolní Galilea je tvořena nízkými horskými hřebeny, směřujícími od západu na východ, mezi nimiž se nachází široká údolí. Na západě Dolní Galileje se nacházejí nízké vrcholky (200-300 m), pokryté dubovými lesy, směrem na východ je povrch hornatější, graduje pohořím Harej Nacrat (Nazaretské hory), až se zcela na východě stává opět mírnějším. V centrální části Dolní Galileje se rozkládá zemědělsky využívané Bejtnetofské údolí, kterému dominuje hřbet Har Tur'an a u něj menší údolí Bik'at Tur'an. Na východě region končí u Galilejského jezera, s nímž paralelně ovšem probíhá i hluboké Javne'elské údolí, oddělené od vlastního Galilejského jezera hřebenem Ramat Porija. Na jihovýchodní výspě, při řece Jordán, se nachází planina Ramot Jisachar.
Regionem protékají četné potoky, či občasné toky (vádí). Jizre'elské údolí odvodňuje k západu řeka Kišon, k východu pak směřuje Nachal Charod nebo Nachal Tavor. Planina Ramot Isachar leží v povodí Nachal Jisachar. Pahorky v oblasti aglomerace města Nazaret a oblast odtud k západu spadá do povodí potoka Nachal Cipori, který odvodňuje i Bejtnetofské údolí. Východní okraj planin Dolní Galileje zase patří k povodí toku Nachal Javne'el.

## Osídlení a dějiny
Dolní Galilea patří mezi hustě osídlené regiony státu Izrael. Demografickým centrem je aglomerace města Nazaret, která sestává převážně z měst obývaných izraelskými Araby, byť některé její součásti jsou židovské (Nof ha-Galil, Migdal ha-Emek). Rovněž venkovské osídlení je etnicky smíšené. Židé výrazně převládají na jižním okraji regionu, v Jizre'elském údolí. Kromě Židů a Arabů se zde nacházejí i početná sídla Drúzů - tedy arabsky mluvících příslušníků svébytné nábožensko-etnické komunity. Stojí tu také jedna obec, kterou obývají izraelští Čerkesové (Kafr Kama).
Novověké židovské osidlování zde bylo zahájeno již na počátku 20. století, kdy vznikly například zemědělské vesnice Javne'el nebo Kfar Tavor (obě zřízené roku 1901). Ve 20. letech 20. století začaly židovské osady vytvářet souvislé územní bloky v Jizre'elském údolí, zatímco hornaté oblasti v centrálních částech Dolní Galileje zůstávaly nadále převážně arabské. Výjimkou byly některé izolované židovské vesnice jako například Kfar ha-Choreš poblíž Nazaretu, založená roku 1933.
Podle plánu OSN na rozdělení Palestiny z roku 1947 měla být Dolní Galilea rozdělena mezi židovský a arabský stát. Během první arabsko-izraelské válce v roce 1948 byla ale celá oblast dobyta izraelskou armádou, zejména v rámci operace Dekel. Část arabského obyvatelstva tehdy region opustila, ale na rozdíl od jiných území státu Izrael zde byla ponechána četna arabská sídla. V následujících desetiletích zde ovšem proběhla vlna zakládání židovských vesnic, další vlna židovského osidlování přišla v 80. letech 20. století v rámci programu Micpim be-Galil, který byl soustředěn zejména do severních oblastí na pomezí Dolní a Horní Galileje.
Region je napojen na četné dopravní tahy. Ve východozápadním směru je to například dálnice číslo 77.

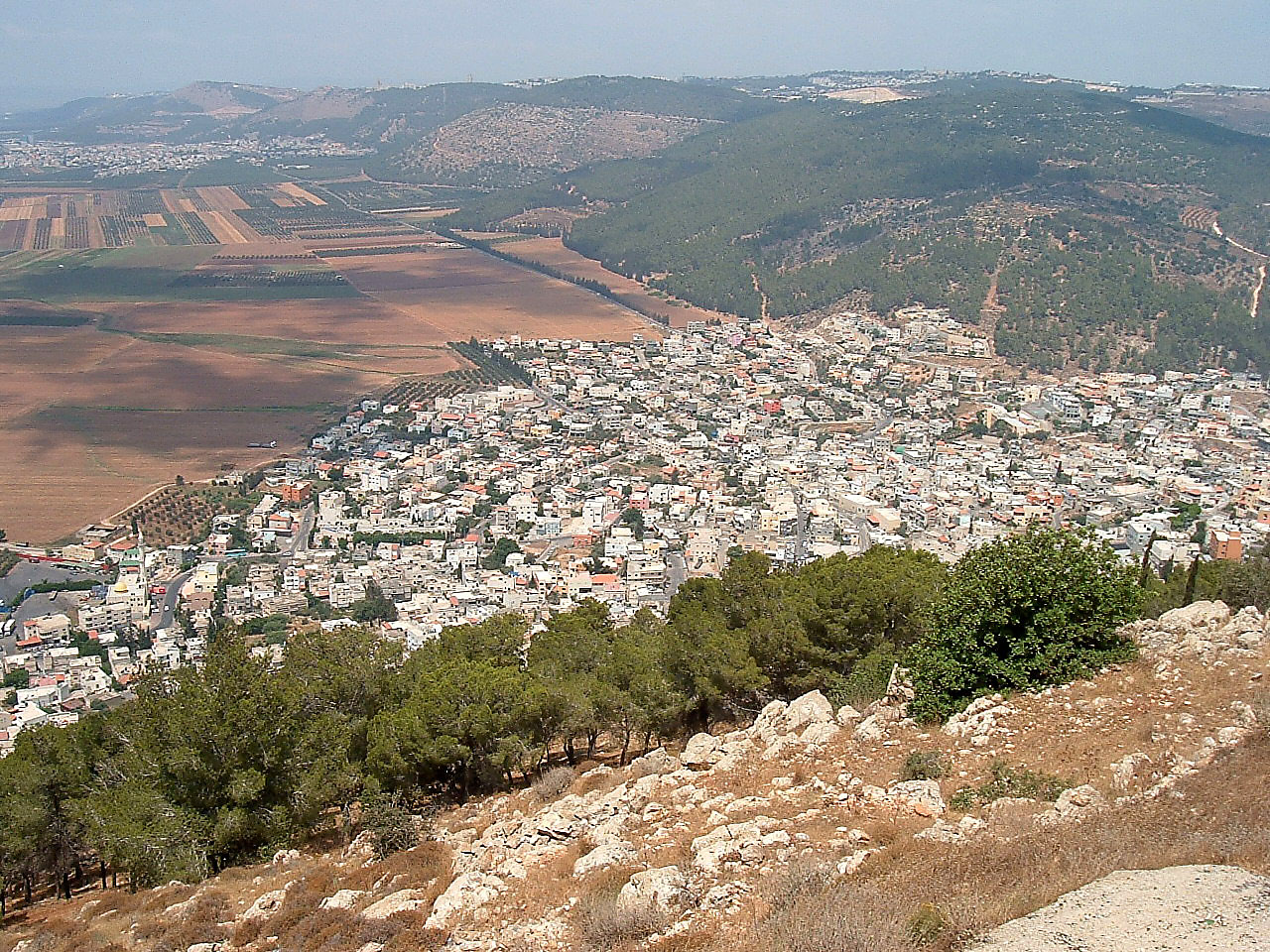
Dolní Galilea, pohled z hory Tábor, vlevo Jizre'elské údolí
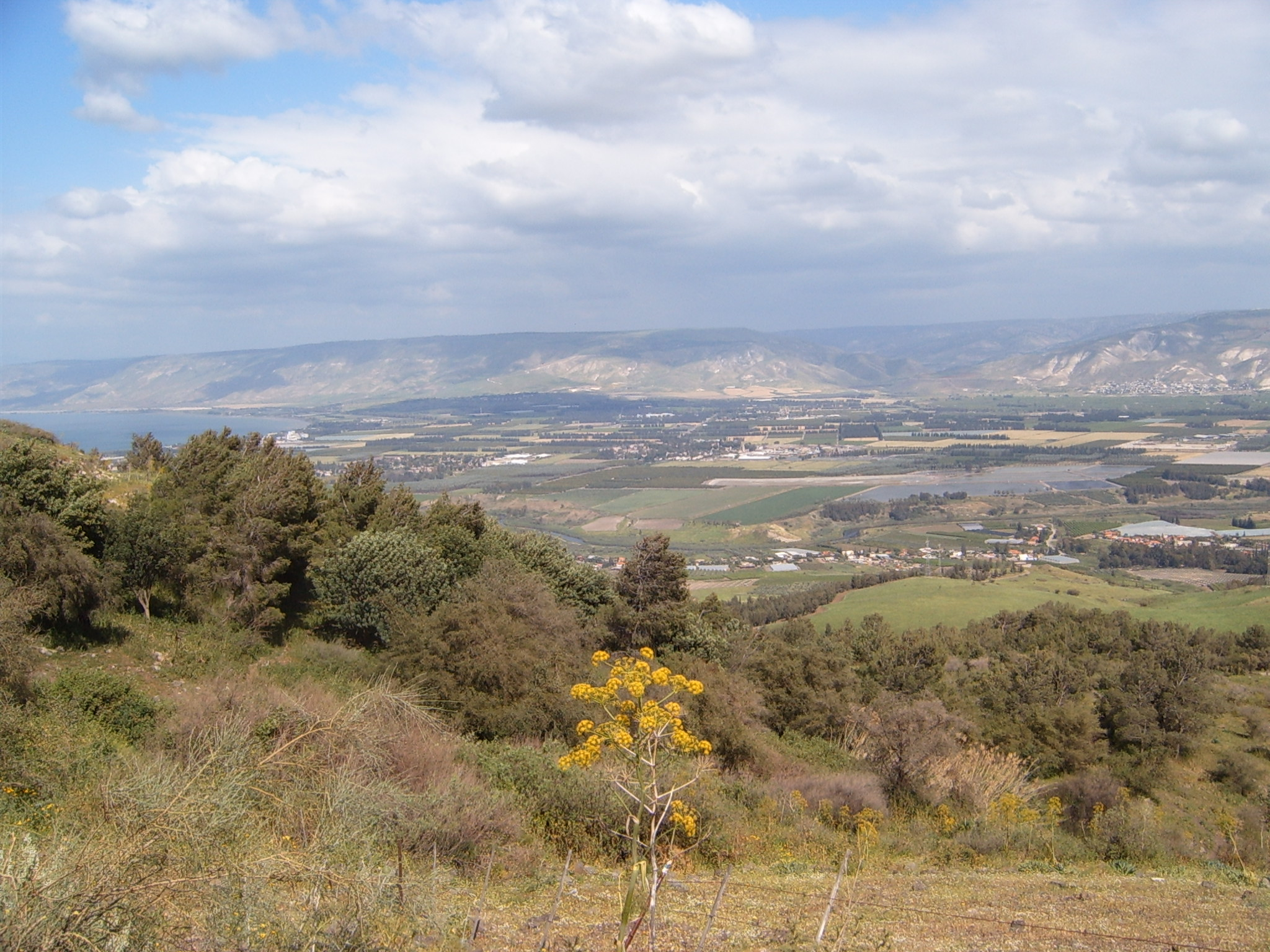
Pohled na Jordánské údolí z Dolní Galileje
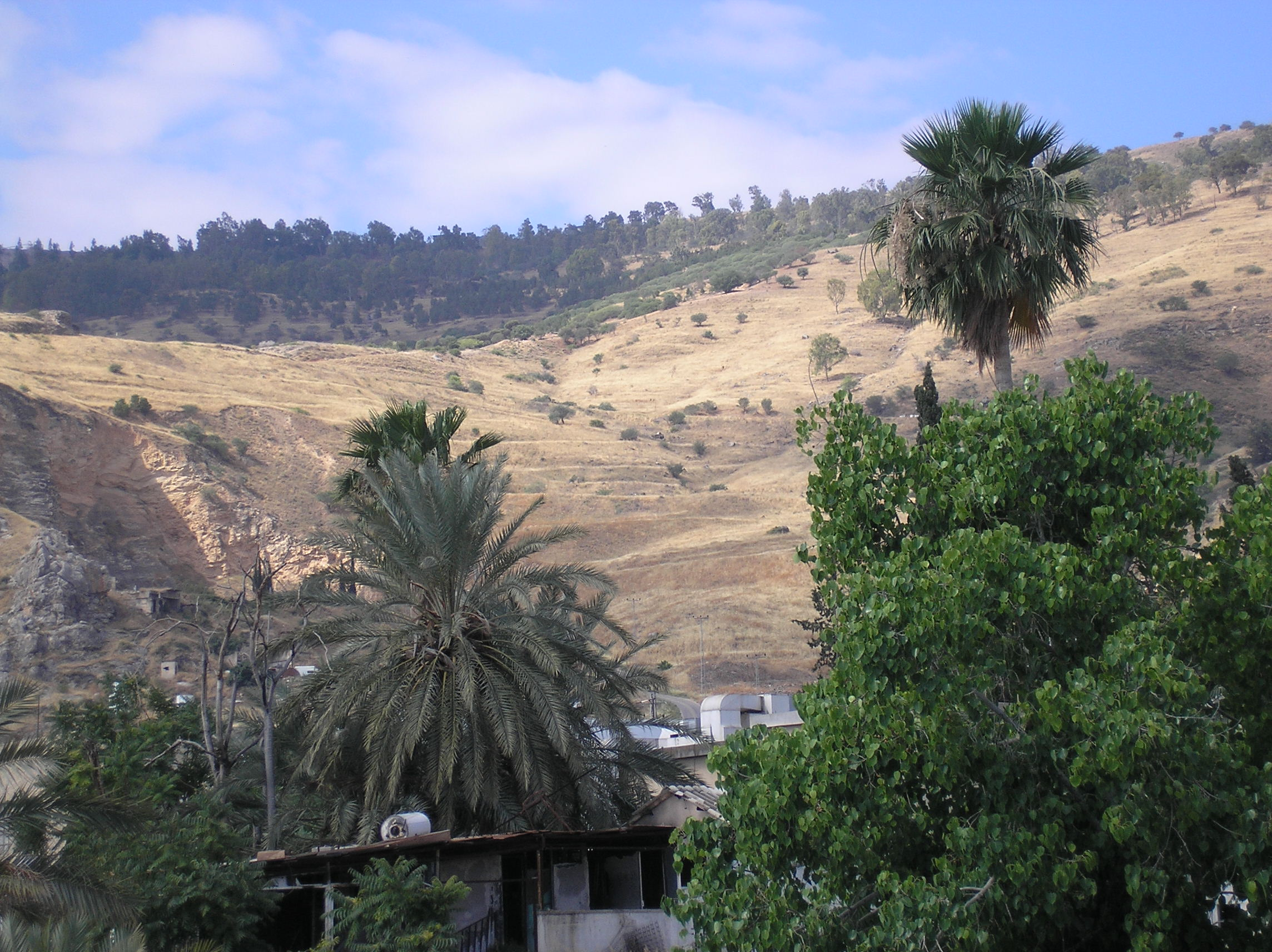
Dolní Galilea, pohled z Tiberias